# California National Guard

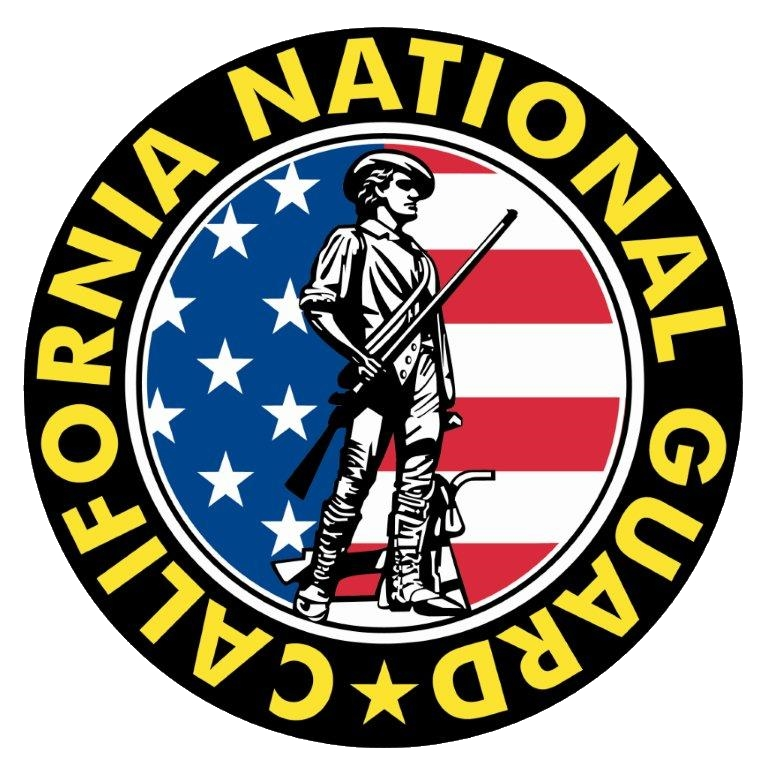
Logo der California National Guard

Die California National Guard des Bundesstaates Kalifornien besteht seit 1849 und ist Teil des California Military Department (CMD) und der im Jahr 1903 aufgestellten Nationalgarde der Vereinigten Staaten (akronymisiert USNG), somit auch der zweiten Instanz der militärischen Reserve der Streitkräfte der Vereinigten Staaten.

## Organisation
Die Mitglieder der Nationalgarde sind freiwillig Dienst leistende Milizsoldaten, die dem Gouverneur von Kalifornien, Gavin Newsom, unterstehen. Adjutant General of California ist seit 2023 Major General Matthew P. Beevers.
Auf die Nationalgarden der Bundesstaaten kann mit dem Militia Act (1903) die Bundesebene zurückgreifen (unter bestimmten Umständen mit erforderlichem Einverständnis des Kongresses). Davon zu trennen ist die Staatsgarde, die California State Guard (bis 1. Juli 2019 California State Military Reserve), die seit 2015 auch eine Naval Militia umfasst und allein dem Bundesstaat verpflichtet ist.

## Geschichte
Erste Milizverbände entstanden während des Mexikanisch-Amerikanischen Krieges von 1846 bis 1848. Nachdem Kalifornien an die Vereinigten Staaten gefallen war, stand es zunächst unter Verwaltung der Bundesregierung in Washington. Der US-Präsident hatte einen Militärgouverneur zu ernennen, was im Dezember 1849 erstmals der Fall war und als Gründungsdatum der Nationalgarde gesehen wird. Im September 1850 wurde Kalifornien im Zuge des Kompromisses von 1850 als vollwertiger Bundesstaat in die USA aufgenommen.
Die California Militia kämpfte im Civil War auf Seiten der Union. Die Nationalgarden der Bundesstaaten sind seit 1903 bundesgesetzlich und institutionell eng mit der regulären Armee und Luftwaffe verbunden und leisteten ihren Dienst sowohl im Ersten und Zweiten Weltkrieg als auch im Koreakrieg. Die California Air National Guard führt ihre Wurzeln auf die am 16. Juni 1924 gegründete 115th Observation Squadron zurück. 
Die Army National Guard wird auch in Bezug auf die innere Sicherheit von Kalifornien eingesetzt, wenn beispielsweise lokale Ordnungskräfte die Lage nicht mehr unter Kontrolle haben. Solche Einsätze kamen bereits mehrfach in der Geschichte Kaliforniens und anderer Staaten vor. Ein bekanntes Beispiel für den Einsatz der Nationalgarde sind hier die Rassenunruhen in Watts, einem Stadtteil von Los Angeles, im August 1965 auf Anordnung von Gouverneur Pat Brown. Auch um Streiks zu beenden wurde die Nationalgarde von Gouverneuren bereits eingesetzt, wie beispielsweise im Sommer 1934, als Frank Merriam die Miliz gegen streikende Hafenarbeiter einsetzte, was zu mehreren Toten führte. Seit 2020 unterstützte die Nationalgarde in Kalifornien die zivilen Behörden bei Maßnahmen gegen die COVID-19-Pandemie.
Als es im Juni 2025 nach Razzien der Einwanderungsbehörde und Festnahmen wegen mutmaßlicher Verstöße gegen das Einwanderungsgesetz in Los Angeles zu gewalttätigen Demonstrationen kam, kündete US-Präsident Trump den Einsatz von 2.000 kalifornischen Nationalgardisten an. Im Normalfall untersteht die Nationalgarde bei einem Einsatz im Inneren dem Gouverneur des jeweiligen Bundesstaats. Der Einsatz gegen den Willen eines Bundesstaats wird als Eskalation gewertet. Der demokratische Gouverneur von Kalifornien, Gavin Newsom, kritisierte, es solle ein „Spektakel“ inszeniert werden. Zuvor hatte Trump Newsom auf seinem Kanal Truth Social als „Newscum“ („scum“ = deutsch „Abschaum“) bezeichnet. Newsom kündigte am 9. Juni 2025 an, die US-Bundesregierung wegen der Entsendung der Nationalgarde nach Los Angeles zu verklagen.

## Personalstärke und Einheiten
Die California National Guard besteht aus den beiden Teilstreitkraftgattungen des Heeres und der Luftstreitkräfte, namentlich der Army National Guard und der Air National Guard. Die California Army National Guard hatte im Jahr 2023 eine Personenstärke von 12.685, die California Air National Guard eine von 4.853, insgesamt also 17.538. Die California National Guard ist damit die drittpersonalstärkste Nationalgarde in den Vereinigten Staaten. Sie verfügt über eine eigene Militärakademie, die California Military Academy in Camp San Luis Obispo.

### California Army National Guard
- 40th Infantry Division (Mech) in Los Alamitos, California
  - 79th Infantry Brigade Combat Team (United States) (79th IBCT)
    - 1st Battalion, 160th Infantry Regiment
    - 1st Battalion, 184th Infantry Regiment
    - 1st Squadron, 18th Cavalry Regiment
    - 1st Battalion, 143rd Field Artillery Regiment (1-143rd FAR)

  - 578th Brigade Engineer Battalion (578th BEB)
  - 40th Brigade Support Battalion (40th BSB)

- 40th Combat Aviation Brigade (40th CAB) in Fresno
  - Company C, 1st Battalion, 168th Aviation Regiment (HH-60L)
  - Company B, 1st Battalion, 126th Aviation Regiment (CH-47F)
  - 1st Battalion, 140th Aviation Regiment (United States)
  - HHC and Company A, 3rd Battalion, 140th Aviation Regiment (United States)
  - 640th Aviation Support Battalion (640th ASB)

- 100th Troop Command in Sacramento
  - 223rd Military Intelligence Battalion (223rd MIB)
  - 250th Expeditionary Military Intelligence Battalion (250th EMIB)
  - 1st Battalion, 144th Field Artillery Regiment (1-144th FAR)
  - 1st Battalion, 185th Infantry Regiment

- 49th Military Police Brigade (49th MPB) in Fairfield
  - 185th Military Police Battalion (185th MPB)
  - 143rd Military Police Battalion (143rd MPB)
  - 579th Engineer Battalion

- 224th Sustainment Brigade
- 223rd Regimental Training Institute (223rd RTI)
- 115th Area Support Group (115th ASG)
- Special Operations Detachment-North (SOD-N)
  - Company A, 5/19th Special Forces Group

### California Air National Guard
- 129th Rescue Wing auf der Moffett Air National Guard Base, Mountain View
- 144th Fighter Wing auf der Fresno Air National Guard Base, Fresno
- 146th Airlift Wing auf der Channel Islands Air National Guard Station, Oxnard
- 163rd Attack Wing auf der March Joint Air Reserve Base, Riverside
- 195th Wing auf der Beale Air Force Base, Marysville